# Nupserha yunnana
Nupserha yunnana là một loài bọ cánh cứng trong họ Cerambycidae.